# 33536 Charpugdee
1999 HU9 (asteroide 33536) é um asteroide da cintura principal. Possui uma excentricidade de 0.08370650 e uma inclinação de 3.47401º.
Este asteroide foi descoberto no dia 17 de abril de 1999 por LINEAR em Socorro.